# Edward Kosiński
Edward Lucjan Stanisław Kosiński (ur. 13 grudnia 1859 - zm. 16 maja 1924 w Warszawie) – polski inżynier, pierwszy burmistrz Dąbrowy Górniczej.

## Życie
W 1893 założył Biuro Budowlane w Radomiu, które zajmowało się budowaniem domów mieszkalnych, fabryk, elektrowni, kolei wąskotorowych i bocznic kolejowych szerokotorowych. Ważniejsze realizacjami budowlanymi była elektrownia w Radomiu(1901), w Warszawie(1903) i elektrownia kopalni SATURN(1904r.) w Czeladzi. Jego firma uczestniczyła w rozbudowie Kolei Iwanogorodzko-Dąbrowskiej, m.in. budując magazyny i zbiorniki na naftę. Miała swoje oddziały w Radomiu, Kielcach, Dąbrowie Górniczej i Warszawie - na terenie tych miast prowadziła szereg prac budowlanych. Wybudowała także kościół parafialny w Strzemieszycach Wielkich. W 1910 był wykładowcą Wydziału Technicznego Towarzystwa Kursów Naukowych w Warszawie. Przed 1914 przeprowadził się na stałe do Dąbrowy Górniczej. Podczas I wojny światowej zaangażował się w działalność społeczną i charytatywną. Był m.in. członkiem Komitetu Żywnościowego. W latach 1916–1917 był pierwszym burmistrzem Dąbrowy Górniczej.
Pochowany na cmentarzu w Radomiu.

## Życie prywatne
Urodził się w warszawskiej rodzinie urzędniczej, był synem Ferdynanda Ignacego (1818-1882) i Cecylii z Radzińskich (1826-1871). W 1885 ożenił się z Wandą z Wilczyńskich (1865-1932). Mieli pięć córek: Jadwigę (1886-1945) żonę Tadeusza Bielskiego, Cecylię (1888-1911) żonę Stefana Sobieszczańskiego, Emilię (1890-1919), Marię (1891-1917), Janinę (1895-1990) żonę Stanisława Stanisza i jednego syna Jerzego (1897-1985).